# قاتلان ویژه
قاتلان ویژه (انگلیسی: Special Killers) یک فیلم جنایی دلهره‌آور ایتالیایی-اسپانیایی-فرانسوی است که در سال ۱۹۷۳ منتشر شد.

## گزیدهٔ بازیگران
- فردریک استفورد
- فمی بنوسی
- کلود ژاد
- میشل کنستانتن
- آلبرتو د مندوسا
- سیمون آندرئو
- مانوئل د بلاس
- پتی شپرد
- دادا گالوتی
- پوپو د لوکا
- آرتورو دومینیچی
- جاکومو فوریا